# Палацо Бертолди (Верона)
Палацо Бертолди је насеље у Италији у округу Верона, региону Венето.
Према процени из 2011. у насељу је живело 78 становника. Насеље се налази на надморској висини од 261 м.